# Strana práce (Slovensko, 1946)
Strana práce byla československá politická strana sociálně demokratického typu vzniklá a působící od roku 1946 na Slovensku jako jedna ze čtyř politických stran povolených na Slovensku v rámci systému Národní fronty (od roku 1947 coby organizační součást ČSSD). Zanikla po únorovém převratu v roce 1948.

## Vznik strany a ideologie
V září 1944 se v rámci slovenského národního povstání sloučila slovenská větev Československé sociální demokracie do Komunistické strany Slovenska, čímž dočasně zanikla sociální demokracie jako samostatný proud slovenské politiky. Část slovenských sociálních demokratů ale s fúzí nesouhlasila a rovněž obnovená ČSSD začala po válce uvažovat o rozšíření svých aktivit na Slovensko. V přípravě vzniku nové strany hrály svou roli i taktické důvody, část slovenských politiků předpokládala, že ustavení středolevé politické formace pomůže snížit vliv Demokratické strany na Slovensku.
V říjnu 1945 se ustavil akční výbor ČSSD pro rozšíření stranické činnosti na Slovensko. V jeho čele byl Alexander Bahurinský. Proti vzniku nové strany vystupovala Komunistická strana Československa i její slovenská partnerská Komunistická strana Slovenska, ale v zájmu nenarušování dobrých koaličních vztahů se sociálními demokraty nakonec komunisté dali souhlas. Podmínkou bylo, že nový politický subjekt nebude nést název sociální demokracie a bude organizačně samostatný na ČSSD. 20. ledna 1946 se konala ustavující konference nové strany, která přijala název Strana práce. Čestným předsedou se stal meziválečný sociální demokrat Ivan Dérer, předsedou Ivan Frlička. Generálním tajemníkem strany byl Ján Bečko. 25. ledna 1946 nová strana požádala o vstup do Národní fronty, v březnu 1946 byla žádost vzata na vědomí a koncem března 1946 byl na konferenci vznik strany dokončen.
Ideologicky šlo o stranu sociálně demokratického typu, která kombinovala prvky filozofie T. G. Masaryka a demokratického socialismu. Prosazovala znárodnění větších průmyslových i zemědělských podniků. V květnu 1946 se strana zúčastnila československých parlamentních voleb. Získala ale jen 3 procenta hlasů na Slovensku. Po volbách se jako jeden z důvodů neúspěchu uváděl nečitelný název strany. V září 1946 proto byl přijat název nový - Sociální demokracie na Slovensku. I v následujícím roce strana dále posilovala svou sociálně demokratickou orientaci a v říjnu 1947 se na svém sjezdu usnesla stát se součástí ČSSD. K tomu došlo na 21. sjezdu ČSSD v listopadu 1947. Ivan Frlička se stal 1. místopředsedou celostátní sociální demokracie. V následujících měsících strana vystupovala jako slovenská organizace ČSSD (oficiálně Zemská organizace Československé sociální demokracie na Slovensku).
Početně šlo o malou politickou stranu. V březnu 1946 se počet jejích členů uvádí na 12 440, k prosinci 1947 měla 18 594 členů. Tiskovým orgánem strany byl Hlas práce.

## Zánik strany v roce 1948
V zostřujících se poměrech uvnitř Národní fronty v letech 1947-1948 hájila Strana práce v oblasti politické kultury stanoviska nekomunistických stran, naopak v ekonomických otázkách a v názoru na státoprávní uspořádání mezi Čechy a Slováky měla blíže ke KSS (podporovala Pražské dohody omezující vliv Slovenské národní rady a potažmo Demokratické strany).
Během únorového převratu v roce 1948 zaujala Strana práce podobné stanovisko jako ČSSD. Nepřipojila se tedy k demisím nekomunistických ministrů, ale zároveň nepřistoupila k bloku KSČ. V polovině dubna 1948 krátce poté, co KSČ v mocenském konfliktu vyhrála, vyhlásilo vedení strany, že existence Strany práce byl omyl, a doporučilo svým členům vstoupit do KSČ.

## Volební výsledky
Strana práce se během své existence zúčastnila jediných voleb a to československých parlamentních voleb v roce 1946. Získala 3,11 % voličů na Slovensku, přičemž nejvíce uspěla v okresech Košice-město (9,84 %) a Bratislava-venkov (7,34 %). V Ústavodárném Národním shromáždění republiky Československé obdržela dva poslanecké mandáty. Podle Nařízení Slovenské národní rady 91/1946 O obnovení Slovenskej národnej rady na podklade výsledku volieb do Ústavodarného národného shromaždenia získala tři mandáty v Slovenské národní radě. Ján Bečko zasedl v roce 1947 za Stranu práce v 8. Sboru pověřenců jako pověřenec zdravotnictví.

### Volby do parlamentu Československa na Slovensku
| Volby | Hlasy  | Hlasy | Mandáty | Mandáty | Pozice | Postavení |
| Volby | Abs.   | %     | Abs.    | ±       | Pozice | Postavení |
| ----- | ------ | ----- | ------- | ------- | ------ | --------- |
| 1946  | 50 079 | 3,1   | 2/69    | ▲2      | ▲4.    | Podpora   |

### Volby do Slovenské národní rady
| Volby | Hlasy  | Hlasy | Mandáty | Mandáty | Pozice | Postavení |
| Volby | Abs.   | %     | Abs.    | ±       | Pozice | Postavení |
| ----- | ------ | ----- | ------- | ------- | ------ | --------- |
| 1946  | 50 079 | 3,1   | 3/100   | ▲3      | ▲4.    | Vláda     |